# Iglesia de la Victoria (Archidona)
La iglesia de la Victoria es un templo cristiano declarado Bien de Interés Cultural en 1992, situado en Archidona, en la provincia de Málaga, España. Se trata de una iglesia de estilo manierista de fines del siglo XVI y principios del XVII.

## Descripción
La iglesia de la Victoria responde al tipo conventual de tres naves separadas por pilares cruciformes donde apean arcos de medio punto. Sobre las naves laterales se abre un segundo piso a la nave central con pequeñas tribunas.
La nave central se cubre con bóveda de medio cañón con lunetos y arcos fajones, apoyándose en un entablamento dórico, decorado con ovas, friso con triglifos y metopas de temas vegetales sobre pilastras de capiteles ovados. Las naves laterales, de menor altura, van separadas por arcos de medio punto con bóvedas vaídas excepto las que quedan bajo el coro que utilizan medio cañón con lunetos.
La Capilla Mayor es de planta rectangular con un retablo de mediados del siglo XVII, al que se abre un camarín cuadrado con bóveda semiesférica nervada sobre pechinas.
El coro, sobre bóveda rebajada se decora con roleos, la capilla-camarín, de planta cuadrada y con profusa decoración de yeserías posee el sentido de espacio adosado propio de los camarines barrocos.
Al exterior, la portada principal, de estilo manierista, se sitúa a los pies de la iglesia, con pilastras admohadilladas que sostienen un dintel adovelado con clave saliente y un amplio entablemento en el que cabalga un frontón partido con hornacina. La espadaña se levanta sobre un extremo de la fachada, con dos arcos gemelos de medio punto flanqueados por pilastras sobre las que va un entablamento y frontón partido, coronado con jarrones. En el centro se alza un segundo cuerpo con arco rematado por frontón y enmarcado por volutas. El cimborrio, de planta octogonal, se presenta saliente del crucero.